# Журавлёв, Константин Андреевич
Константин Андреевич Журавлёв (19 сентября (1 октября) 1895 года, дер. Максаково, Галичский уезд, Костромская губерния — 5 декабря 1973 года, Москва) — советский военный деятель, генерал-майор (22 февраля 1944 года).

## Начальная биография
Константин Андреевич Журавлёв родился 19 сентября (1 октября) 1895 года в деревне Максаково Галичского уезда Костромской губернии.

## Военная служба

### Первая мировая и гражданская войны
В феврале 1915 года призван в ряды Русской императорской армии и направлен рядовым в 199-й запасной пехотный полк, дислоцированный в Иваново-Вознесенске, где в апреле 1917 года окончил учебную команду, после чего с маршевой ротой был направлен в Пудожский 427-й пехотный полк (107-я пехотная дивизия), дислоцированный на острове Даго, где служил писарем при штабе. В октябре 1917 года старший унтер-офицер К. А. Журавлёв заболел, в связи с чем лечился в госпитале и затем находился в отпуске по болезни.
15 апреля 1918 года Журавлёв призван в ряды РККА и назначен инструктором всеобуча при Богоявленском волостном военкомате, а в мае 1919 переведён в Кинешемский запасной стрелковый полк. В июле направлен на учёбу на Иваново-Вознесенские пехотные командные курсы, после окончания которых в ноябре направлен в запасной полк Южного фронта, где назначен командиром взвода, однако с декабря того же года лечился в сводном госпитале, дислоцированном в г. Козлов. После выздоровления в мае 1920 года направлен в 3-й ударный полк в составе Отдельной образцовой бригады, где служил командиром взвода, а затем — командиром команды пеших разведчиков, и в период с августа по сентябрь принимал участие в боевых действиях по ликвидации десанта под командованием С. Г. Улагая, а также против 3-й Кубанской казачьей дивизии под командованием Н. Г. Бабиева в районе станиц Бриньковская и Тимашевская. Вскоре 3-й ударный полк был преобразован в 4-й полк в составе 2-й Донской стрелковой дивизии, а затем — в 25-й стрелковый полк в составе 9-й Донской стрелковой дивизии. С октября 1920 года К. А. Журавлёв в качестве командира роты в составе этого же полка принимал участие в боевых действиях против войск под командованием П. Н. Врангеля на территории Крыма, Н. И. Махно, Г. С. Маслакова и Попова на юге Украины, а также против бандформирований на территории Северного Кавказа.

### Межвоенное время
После окончания военных действий Журавлёв продолжил служить в составе 25-го стрелкового полка (9-я Донская стрелковая дивизия, Северокавказский военный округ) на должностях командира роты и батальона.
В октябре 1925 года направлен на учёбу в Военную академию имени М. В. Фрунзе, после окончания которой в июне 1929 года назначен на должность начальника штаба 23-го стрелкового полка (8-я стрелковая дивизия, Белорусский военный округ). В апреле 1930 года переведён в штаб Белорусского военного округа, где служил на должностях помощника начальника 1-го отдела, помощника начальника и начальника сектора этого отдела, а с февраля 1935 года — начальника 9-го отдела.
В апреле 1936 года назначен на должность командира 156-го стрелкового полка (52-я стрелковая дивизия, Белорусский военный округ), а с февраля 1937 года исполнял должность начальника штаба 23-го стрелкового корпуса.
В августе 1939 года К. А. Журавлёв назначен на должность преподавателя тактики Военной академии имени М. В. Фрунзе, а 17 сентября 1940 года — на должность начальника 1-го факультета Высшей специальной школы Генштаба Красной Армии.

### Великая Отечественная война
С началом войны находился на прежней должности.
В ноябре 1941 года назначен на должность заместителя начальника штаба, а затем исполнял должность начальника штаба 58-й резервной армии, а в июне 1942 года назначен заместителем начальника штаба — начальником оперативного отдела штаба 7-й резервной армии, которая согласно директиве Ставки ВГК № 994103 от 9 июля 1942 года) была преобразована в 62-ю армию и 12 июля была включена в состав Сталинградского фронта, после чего принимала участие в оборонительных боевых действиях в Большой излучине Дона.
25 июля полковник Журавлёв по приказу командующего 62-й армией вылетел к частям, находившимся в окружении в районе Клетская — Верхняя Бузиновка и не имевшим связи с командованием (184-я и 192-я стрелковые дивизии, два полка 33-й гвардейской стрелковой дивизии и 40-я танковая бригада), в связи с чем возглавил сводную группу, получившую название «Группа Журавлёва». К 31 июля вывел около пяти тысяч человек в расположение 4-й танковой армии и 1 августа назначен командиром 192-й стрелковой дивизии, которая заняла оборону на рубеже Венцы, Оськинский, Верхнее-Голубая (в районе ст. Сиротинской), однако в связи с начавшимся 15 августа наступлением противника дивизия под командованием К. А. Журавлёва, ведя оборонительные боевые действия на занимаемом рубеже, попала в окружение, из которого выходила с 17 августа по направлению на станицы Голубинская, Качалинская и Сиротинская. В ходе этих боевых действий 15 августа полковник Журавлёв был тяжело ранен, и по выходе из окружения был эвакуирован в госпиталь.
После выздоровления в декабре 1942 года направлен на учёбу на ускоренный курс Высшей военной академии имени К. Е. Ворошилова, после окончания которого в 1943 году был оставлен в академии для использования на преподавательской работе и работал старшим преподавателем кафедры оперативного искусства.

### Послевоенная карьера
После окончания войны находился на прежней должности.
В 1951 году были присвоены права окончившего Высшую военную академию имени К. Е. Ворошилова с вручением диплома.
6 декабря 1954 года вышел в отставку в звании генерал-майора.  Умер 5 декабря 1973 года в Москве. Похоронен на Новодевичьем кладбище.

## Награды
- Орден Ленина (21.02.1945);
- Два ордена Красного Знамени (03.11.1944, 24.06.1948);
- Орден Отечественной войны 1 степени (04.05.1945);
- Медали.